# Liste der Kulturdenkmäler in Gauersheim
In der Liste der Kulturdenkmäler in Gauersheim sind alle Kulturdenkmäler der rheinland-pfälzischen Ortsgemeinde Gauersheim aufgeführt. Grundlage ist die Denkmalliste des Landes Rheinland-Pfalz (Stand: 27. November 2018).

## Denkmalzonen
| Bezeichnung                    | Lage                                   | Baujahr         | Beschreibung                                                                       | Bild            |
| ------------------------------ | -------------------------------------- | --------------- | ---------------------------------------------------------------------------------- | --------------- |
| Denkmalzone Jüdischer Friedhof | Hauptstraße, hinter Nr. 39 und 41 Lage | 1770            | 1770 angelegt, Gittertor bezeichnet 1874; 108 Grabsteine, 18. Jahrhundert bis 1934 | Fotos hochladen |
| Denkmalzone Hauptstraße        | Hauptstraße 39, 41, 43/45 Lage         | 19. Jahrhundert | drei Vierseithöfe mit traufständigen Wohnhäusern, 19. Jahrhundert                  | Fotos hochladen |

## Einzeldenkmäler
| Bezeichnung                 | Lage                                                             | Baujahr                            | Beschreibung | Bild                           |
| --------------------------- | ---------------------------------------------------------------- | ---------------------------------- | --- | ------------------------------ |
| Dorfgemeinschaftshaus       | Brückenstraße 1 Lage                                             | erste Hälfte des 18. Jahrhunderts  | ehemalige Bannwirtschaft „Zum grünen Baum“, heute Dorfgemeinschaftshaus und Post; stattlicher barocker Krüppelwalmdachbau, teilweise Fachwerk, erste Hälfte des 18. Jahrhunderts, Umbau 1840; ortsbildprägend; im Kellergeschoss ehemaliges Betzekämmerchen | Fotos hochladen                |
| Wohnhaus                    | Brückenstraße 10 Lage                                            | um 1700                            | barockes Wohnhaus, teilweise Fachwerk, um 1700 | Fotos hochladen                |
| Fachwerk                    | Erbsengasse, an Nr. 4 Lage                                       | Anfang des 18. Jahrhunderts        | reiches barockes Zierfachwerk, Anfang des 18. Jahrhunderts | Fotos hochladen                |
| Grabstein                   | Friedhofstraße, auf dem Friedhof Lage                            | 1900                               | Friedhof wohl um 1800 angelegt, in der zweiten Hälfte des 19. Jahrhunderts erweitert; Grabstein Margarethe Steuerwald geborene Müller († 1900), Galvanoplastik | BW                             |
| Protestantisches Pfarrhaus  | Hauptstraße 28 Lage                                              | 1751                               | repräsentativer spätbarocker Walmdachbau, 1751 | Fotos hochladen                |
| Protestantische Pfarrkirche | Hauptstraße 32 Lage                                              | 12. Jahrhundert                    | im Kern romanischer Chorturm, wohl aus dem 12. Jahrhundert, gotische Veränderungen bezeichnet 1659, spätbarocker Helm; gotisches Schiff, Anfang des 15. Jahrhunderts (?), Erweiterung bezeichnet mit 1751 und dem Wallbrunn’schen Wappen; Renaissancegrabstein, bezeichnet 1555; Bildnisdoppelgrabstein Ritter Wolf von Oberstein († 1602), Spätrenaissance; Wappengrabstein der A. S. von Wallbrunn († 1666); in der Kirchhofmauer Bruchstücke mittelalterlicher und barocker Grabsteine; ortsbildprägend | weitere Bilder Fotos hochladen |
| Kriegerdenkmal              | Hauptstraße, vor der Kirche Lage                                 | 1929                               | Kriegerdenkmal 1914/18, 1929 von Heinrich Schuler, Kirchheimbolanden | Fotos hochladen                |
| Schloss Gauersheim          | Hauptstraße 38 Lage                                              | um 1760                            | ehemaliges Schloss der Freiherren von Wallbrunn; spätbarocker Walmdachbau mit Seitenflügelfragment, um 1760 (eventuell Erweiterung eines Baus des frühen 18. Jahrhunderts) | BW                             |
| Amtshaus                    | Hauptstraße 40 Lage                                              | spätes 16. Jahrhundert             | schlichter Barockbau, im Kern eventuell noch aus dem späten 16. Jahrhundert, Treppenturmanbau um 1600, gotisierender Umbau vor 1860 (Treppenturm um Belvedere erhöht); Spolie mit Wappen, bezeichnet 1599; gegen Ende des 19. Jahrhunderts Umbau zum Vierseithof | Fotos hochladen                |
| Sühnekreuz                  | nördlich des Ortes an der Kreuzung von K 61/L 445 und L 386 Lage | zweite Hälfte des 16. Jahrhunderts | Steinkreuz aus Sandstein, wohl aus der zweiten Hälfte des 16. Jahrhunderts | Fotos hochladen                |